# Juliusz Cezar (krater księżycowy)
Juliusz Cezar – krater na Księżycu położony na zachód of Mare Tranquillitatis i na południe od Mare Vaporum.
Ma średnicę 90 km i głębokość około 3,4 km. Został nazwany imieniem Juliusza Cezara.